# 2001 XB255
2001 XB255 est un objet transneptunien considéré comme objet épars, d'environ 172 km de diamètre.

## Caracteristiques
2001 XB255 mesure environ 170 km de diamètre. Son orbite est encore mal connue, son arc d'observation n'étant que de 36 jours.